# Primeira Ordem
A Primeira Ordem é uma ditadura militar autocrática fictícia da franquia Star Wars, apresentada no filme de 2015 Star Wars: O Despertar da Força. Nesta obra ficcional, a Primeira Ordem é estabelecida após a queda do Império Galáctico e dos eventos de O Retorno dos Jedi (1983), tornando-se a facção antagonista central da trilogia sequencial. Além dos filmes, a Primeira Ordem aparece em várias mídias relacionadas a Star Wars.
Em O Despertar da Força, a Primeira Ordem é comandada pelo Líder Supremo Snoke e busca destruir a Nova República, a Resistência e Luke Skywalker. O aprendiz de Snoke, Kylo Ren, é o mestre dos Cavaleiros de Ren, um misterioso grupo de guerreiros de elite que opera junto à Primeira Ordem. Na sequência de 2017, Os Últimos Jedi, Ren mata Snoke e se torna o novo Líder Supremo. Já no filme de 2019, A Ascensão Skywalker, a Primeira Ordem é incorporada aos Sith Eternos, um culto secreto em Exegol, liderado por Palpatine, que em algum momento revela ter controlado secretamente a Primeira Ordem por meio de seu governante fantoche, Snoke, antes deste ter sido assassinado por Ren.
Antes de ser morto por Kylo Ren, Snoke foi revelado como uma marionete de Palpatine. O próprio Palpatine havia manipulado a formação da Primeira Ordem e usou Snoke para controlar a facção. Ele havia criado Snoke por meio de clonagem e o utilizou para avançar seus próprios planos sombrios.

## Descrição
De acordo com Star Wars: o Despertar da Força, O Dicionário Virtual (2015) e a trilogia de Star Wars: Consequências de Chuck Wendig, depois que o Império Galáctico foi derrotado (em Retorno dos Jedi) no clímax Batalha de Endor, em 4 DBY, milhares de mundos se revoltaram para se juntar à Aliança Rebelde e destruir o Império desorganizado e enfraquecido pela perda de seu líder e de sua Estrela da Morte II. A Aliança se reorganizou formalmente como a Nova República e retomou os Mundos Centrais, incluindo a capital galáctica Coruscant. As forças imperiais restantes foram empurradas de volta para um punhado de setores nas Orla Exterior. Esses setores eram um reduto final amplamente fortificado, e a Nova República demasiado ocupada em lidar com a criminalidade desenfreada na Orla que surgiu no vácuo de poder provocado pela queda do Império foi incapaz de suprimir este reduto.
Com o tempo, os elementos do Remanescentes Imperiais passaram as três décadas seguintes instigando uma especie de guerra fria contra a Nova República, reconstruindo gradualmente sua força militar e rearmando-se secretamente. Esse novo Império estava localizado nas Regiões Desconhecidas (as faixas inexploradas e perigosas da galáxia), que foi explorada por sondas robóticas enviadas pelo imperador Palpatine com a ajuda do grão almirante Thrawn nativo da região. Tudo isso fazia parte de um plano para garantir o renascimento do Império escondido nas Regiões Desconhecidas e na Orla Exterior. Os conspiradores da Primeira Ordem revelaram publicamente que a Princesa Leia era na verdade filha de Darth Vader, prejudicando gravemente sua posição política no Senado Galático.
A Primeira Ordem passou a ser governada pelo misterioso portador da Força conhecido como Líder Supremo Snoke, que foi secretamente criado pelo imperador ressuscitado Palpatine para controlar a organização, após expurgar sua liderança anterior. Através de Snoke, Palpatine seduziu o próprio filho de Leia, Ben Solo, para o lado negro da Força, renomeando-se "Kylo Ren". Em sua ida para o lado negro, Ben / Kylo massacrou a maioria dos outros aprendizes Jedi de seu tio Luke Skywalker (com os demais juntando-se a ele) e destruiu sua nova academia. Culpando a si mesmo, Luke foge para um exílio auto-imposto, em busca do antigo e primeiro Templo Jedi. Kylo Ren, entretanto, assumiu a posição de braço direito de Snoke, dentro do exército da Primeira Ordem. 
Ao mesmo tempo a Nova República desejando não desejando cometer novamente o erro da militarização da antiga Republica, que levou a ascenção do Império, optou por reduzir em 90% suas forças militares, com os militares desmobilizados se aposentando ou se unindo a forças locais de defesa pavimentando o caminho para a ascensão da Primeira Ordem. Depois que uma tentativa fracassada de fortalecer o poder do chanceler da Nova República e de militarizar o governo, a fim de apaziguar os antigos apoiadores do Império, falhou devido ao adiamento indefinido das eleições devido a renuncia da candidata Organa, muitos mundos localizados majoritariamente no Núcleo, região próxima ao centro da galáxia, começaram a declarar secessão e aderir a Primeira Ordem, com os simpatizantes imperais se reunificando com o remanescente do Império marcando a formação oficial da Ordem. De inicio o regime se expandiu principalmente por meios diplomáticos oferecendo ajuda mundos da Orla Exterior assolados pela criminalidade desenfreada após a queda do Império, o que deu a Primeira Ordem uma base para lançar campanhas militares em larga escala.
Com sua posição política severamente enfraquecida, Leia Organa decide se retirar e formar um grupo Paramilitar, conhecido como Resistência, para lutar contra a Primeira Ordem dentro de suas próprias fronteiras. Ela é acompanhada por outros membros da antiga Aliança Rebelde, como o Almirante Ackbar. Embora a maioria do Senado não quisesse intervir contra a Primeira Ordem, vários senadores canalizam fundos e recursos privados para a Resistência. Este estado de coisas continuou pelos próximos seis anos até os eventos de O Despertar da Força. Semelhante a Aliança a Resitencia buscaria apoio de sistemas autônomos para sua luta, embora a Resistencia tivesse uma força militar reduzia em comparação com a Aliança e fosse em ultima analise uma força militar de caráter simbólico, que deveria inspirar o sistemas e a população na luta iniciada por eles. 

#### Militares
Os combatentes da Primeira Ordem são sequestrados de seus mundos natais, localizados majoritariamente em territórios remotos da Orla Exterior, treinados desde o nascimento, dedicando suas vidas inteiras a este propósito, e são regularmente submetidos a programas de doutrinação mental e propaganda, para garantir que eles permaneçam fanaticamente leais e nunca hesitem ou questionem ordens, reduzindo muito as possíveis deserções como as de Han Solo ou Wedge Antilhes nos tempos do Império. Os soldados não recebem sequer nomes individuais, mas apenas números de série, como "FN-2187". De acordo com o oficial da Primeira Ordem, Capitã Phasma, nem mesmo um Wookiee poderia esmagar a referida armadura dos combatentes. Esses soldados mais leais e eficientes do que os do antigo Império compensaram a escassez de recursos da Primeira Ordem, mas eram insuficientes para manter o controle dos mundos subjugados. A Primeira Ordem tambem possuía alianças com diversas gangues que eram usados como mercenários em seu exército, embora muitos grupos criminosos não confiassem na Primeira Ordem e se aliassem com seus inimigos. Representações em filme

#### O Despertar da Força(2015)
No filme, a principal base de operações da Primeira Ordem é a Base Starkiller, localizado no planeta Ilum um planeta de gelo móvel que se converteu em uma super arma capaz de destruir sistemas estelares inteiros em toda a galáxia, disparando através do hiperespaço. Ilum que outrora serviu como local onde os jedi contruiam seus sabres de luz com cristais kyber, fora escavado pelo Império para usar os cristais para concentrar a energia de suas estrelas da morte e na trincheira aberta pela escavação a superarma fora construída. O comandante da base de Starkiller é o General Hux, um jovem oficial. Kylo Ren e Hux são rivais pela aprovação de Snoke, e o terceiro membro do "triunvirato comandante" da Primeira Ordem é a formidável Capitã Phasma, comandante dos stormtroopers. O terceiro membro do "triunvirato comandante" da Primeira Ordem é a formidável Capitã Phasma, o comandante dos stormtroopers.
A Primeira Ordem lançou um ataque preventivo em Hosnian Prime, o mundo atual da capital da Nova República (bem como o Sol Hosnian Prime e os outros planetas do "sistema Hosnian" - sistema solar de Hosnian Prime) - bem como as naves espaciais de lá), por testando a super arma Starkiller. Este primeiro ataque devastador pega a Nova República completamente de surpresa, não apenas matando a maior parte de sua liderança no Senado Galáctico, mas eliminando a maior parte das frotas militares do poder central da Nova República. Isso deixa apenas os mundos do Núcleo livres do domínio da Primeira Ordem, já que apenas eles possuíam dinheiro o suficiente para custear suas próprias defesas reforçadas pelo que sobrou das forças da Nova República. Após uma missão de infiltração desativar os escudos e abrir caminho, um ataque da Resistência destrói o oscilador térmico que continha o plasma que alimentava a arma, com isso uma reação de fusão nuclear começa e a base explode.

#### Os Últimos Jedi(2017)
No início de Os Últimos Jedi, a frota da Primeira Ordem ataca a base da Resistência no planeta D'Qar. Poe Dameron precipitadamente lidera um rápido ataque contra um Siege Dreadnought classe Mandator IV - uma das muitas plataformas de bombardeio orbital pesado na frota da Primeira Ordem - e consegue destruí-lo, mas à custa de toda a ala de bombardeiros da Resistência, abrindo caminho para a fuga da frota da Resistência. Kylo Ren lidera um ataque em seu silenciador TIE, destruindo vários lutadores da Resistência. Os TIEs de Primeira Ordem destroem a nave porta-aviões da Resistência, acabando com a liderança desta. O General Leia sobrevive, mas fica incapacitado. O vice-almirante Holdo assume o controle da frota da Resistência enquanto Leia se recupera.
A Primeira Ordem rastreia a pequena frota da Resistência por meio de um salto no hiperespaço usando a nova tecnologia de "rastreamento no hiperespaço". Com pouco combustível, a frota da Resistência restante é perseguida pela Primeira Ordem. Isso se transforma em uma batalha de desgaste semelhante a um cerco, à medida que, uma a uma, as naves menores da Resistência ficam sem combustível e são destruídas pela frota da Primeira Ordem em perseguição. Finn e uma mecânica da Resistência, Rose, embarcam em uma missão para desativar o dispositivo de rastreamento da Primeira Ordem na Mega- classe Star Dreadnought Supremacy.
Enquanto isso, Kylo Ren mata Snoke, substituindo-o como Líder Supremo da Primeira Ordem. Poe Dameron encena um motim contra Holdo, acreditando que ela é inepta e sem um plano. Holdo revela, no entanto, que ela não confiou em Poe com seu plano devido ao seu ataque imprudente ao couraçado. O plano é que a Resistência fuja em naves camufladas para uma antiga base da Aliança Rebelde no planeta Crait, enquanto Holdo permanece na nave de comando da Resistência. A Primeira Ordem descobre o estratagema, no entanto, destruindo a maior parte da nave auxiliar. Finn e Rose localizam o dispositivo de rastreamento, mas são capturados pela Capitã Phasma. Holdo se sacrifica direcionando a nave de comando da Resistência para pular na velocidade da luz diretamente para o Mega-Destruidor, destruindo grande parte da frota da Primeira Ordem no processo. Finn consegue matar o Capitão Phasma e escapar com Rose para Crait.
A Primeira Ordem destrói a porta da base rebelde. Leia envia transmissões para aliados "na Orla Externa" implorando por ajuda, mas elas inexplicavelmente não aparecem. Assim que a Primeira Ordem invade a base, Luke Skywalker aparece para desafiá-los. Uma barragem completa da artilharia deles não tem efeito sobre Luke, então Kylo Ren desce para duelar com ele pessoalmente. Ren percebe que Luke é uma projeção da Força; enquanto Ren está distraído, a Resistência sobrevivente escapa do planeta.

#### A Ascenção Skywalker(2019)
A Ascenção Skywalker ocorre um ano após Os Últimos Jedi. A Primeira Ordem agora é liderada pelo Líder Supremo: Kylo Ren, após a morte de Snoke. O General Pryde, que serviu Palpatine no Império, agora se juntou ao General Hux no topo da hierarquia militar. Kylo Ren se descobre um deficiente físico Palpatine exilado no mundo Sith Exegol, depois de tranferir sua alma a um corpo clonado. Palpatine revela que criou Snoke usando a clonagem como um fantoche para controlar a Primeira Ordem e construiu a enorme armada Sith de Star Destroiers, a Ordem Final, com ajuda de cultistas escondidos no planeta, que há gerações estava sob controle dos Sith que o descobriram esporando as Regiões Desconhecidas através da força. Inspirados no projeto da Estrela da Morte e equipados com o vasto de suprimentos de cristais kyber do planeta o culto escondido havia construido a frota tripulada pelos filhos dos cultistas os Sith Tropers. Estra frota equipada com superlasers semelhantes ao da Estrela da Morte ajudaria a Primeira Ordem a manter o controle de seu território e a subjugar os mundos livres restantes. Em uma tentativa de formar um novo Império Sith, Palpatine promete a Kylo o controle sobre a frota com a condição de que ele encontre e mate Rey, que se revela ser a neta de Palpatine.
Kylo começa a vasculhar a galáxia em busca de Rey. A Resistência adquire informações sobre a localização de Palpatine e embarca em uma missão para encontrar Exegol. Hux é revelado como um espião dentro da Primeira Ordem, que devido ao seu desprezo por Kylo Ren; Ele vaza a existência da frota Sith, mas é descoberto por Pryde e executado por traição. Rey confronta Kylo Ren em Kef Bir, nos destroços da segunda Estrela da Morte. Ela empala Kylo depois que ele é redimido por Leia chamando-o através da Força. Rey cura Kylo e foge. Depois, Kylo tem uma visão de seu pai, Han Solo, por meio de uma memória. Isso faz com que Kylo abandone o lado negro e recupere sua identidade como Ben Solo deixando Rey com o caça TIE de Ben contendo o mapa para Exegol econtrado por Ren em na fortaleza de Darth Vader em Mustafar. Palpatine ordena que Pryde envie um Destruidor Estelar Sith para obliterar Kijimi como uma demonstração de força e diz a ele para vir para Exegol, efetivamente tornando Pryde o líder de fato da Primeira Ordem e um oficial comandante da frota Sith.
Após o encorajamento do espírito de Luke Skywalker, Rey usa seu T-65B X-wing para viajar para Exegol e lidera a Resistência lá também. Finn e Poe enfrentam as forças Sith Eternas enquanto Rey confronta a própria Palpatine. Lando Calrissian e Chewbacca reunindo seus contatos no sumundo criminosos e ganhando apoio dos mundos livres do Nucleo, cujas forças militares foram responsáveis por escoltar uma frota composta por cidadãos de toda a galáxia, que por meio de manobras kamikaze destruíram a frota dos Sith Eternos. Com a ajuda de Ben e os espíritos dos Jedi do passado, Rey finalmente destrói Palpatine para sempre. A galáxia se levanta contra a Primeira Ordem, cujas forças apesar de eficientes não eram numerosas o bastante para manter a ordem nos mundos subjugados. derrotando-a finalmente após 30 anos de sua existência 

#### Origem
- Formada por remanescente do Império Galáctico após a derrota em O Retorno de Jedi (Episódio VI).
- Surgiu nas Regiões Desconhecidas, longe da Nova República.
- Inspirada nos ideais do Império e liderada inicialmente pelo Supremo Líder Snoke (uma criação manipulada por Palpat Liderança

- Supremo Líder Snoke – figura misteriosa manipulando a Primeira Ordem.
- General Hux – comandante militar, fanático e cruel.
- Kylo Ren – braço forte, sensível à Força, neto de Darth Vader. Depois, se torna o novo Supremo Líder.
- Palpatine (em segredo) manipulava tudo por trás através da Ordem Final.

#### Características
- Governo autoritário e militarizado.
- Recrutamento forçado de crianças para formar soldados (como o Finn).
- Tecnologia avançada: Starkiller Base (arma mais poderosa que a Estrela da Morte).

#### Trilogia Sequência
1. Episódio VII – O Despertar da Força
  - Primeira Ordem destrói planetas da Nova República.
  - Surge a Resistência para combatê-los.
2. Episódio VIII – Os Últimos Jedi
  - Resistência quase destruída, mas sobrevive.
  - Kylo Ren mata Snoke e assume o controle.
3. Episódio IX – A Ascensão Skywalker
  - Surge a Ordem Final, força oculta de Palpatine.
  - Primeira Ordem se junta a ela, mas é derrotada pela Resistência no final.